# Amphimallon majale
Amphimallon majale es una especie de coleóptero de la familia Scarabaeidae.
Mide 13-15 mm. Originario del oeste de Europa, ha sido introducido en Norteamérica, donde se lo considera una plaga, se alimenta de césped.